# Horst Rollnik
Horst Rollnik (Berlim, 15 de abril de 1931 — Bonn, 28 de setembro de 2011) foi um físico alemão.

## Obras selecionadas
- Quantentheorie 1, Grundlagen – Wellenmechanik – Axiomatik. Springer-Verlag 2002. ISBN 978-3540415558.[1]
- Quantentheorie 2, Quantisierung und Symmetrien physikalischer Systeme, Relativistische Quantentheorie. Springer-Verlag 2002. ISBN 978-3540437178.[1]